# Isola (Missisipi)
Isola – miasto w Stanach Zjednoczonych, w stanie Missisipi, w hrabstwie Humphreys.